# Castell de l'Alentó
El Castell de l'Alentó era un castell medieval d'estil romànic del segle xi del poble desaparegut de l'Alentó, situat en el terme comunal de Talteüll, a la comarca del Rosselló (Catalunya Nord).
El castell, quasi del tot desaparegut, era en un punt elevat damunt de la plana on es trobava el poblat de l'Alentó, a la dreta del Verdoble.
En queden restes molt escadusseres.